# Habit

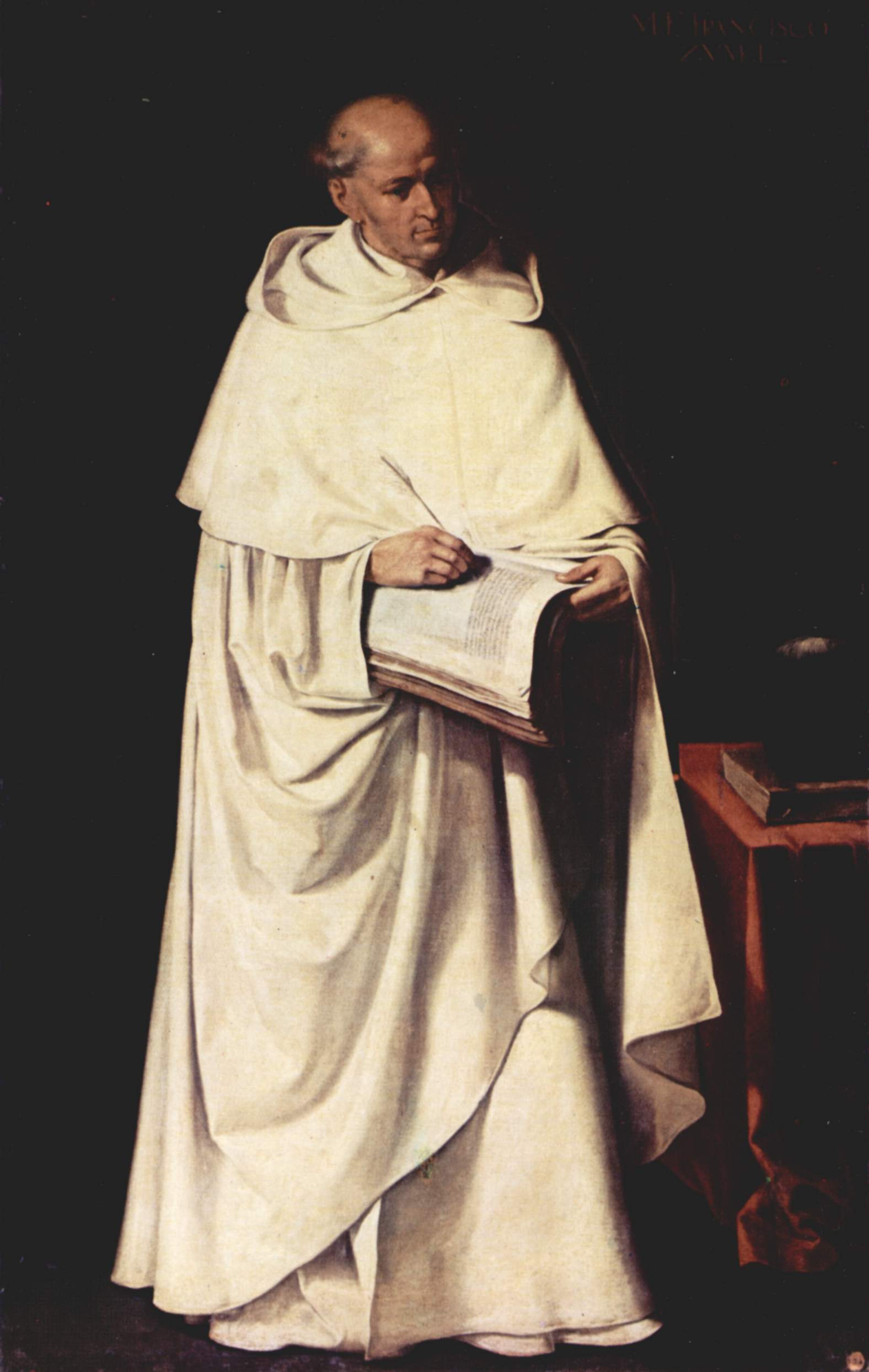
Francisco de Zurbarán – Mercedarier mit weißem Habit, Skapulier und Chormantel

Der Habit ist die Tracht einer Ordensgemeinschaft, meist in der katholischen Kirche. Auch einige Ordensgemeinschaften der anglikanischen Kirche tragen einen Habit. Das Wort ist vom lateinischen habitus „Haltung, Gestalt“ abgeleitet und bezieht sich auf die Gesamtheit der für einen Orden spezifischen Kleidung. Diese umfasst meist mehrere Teile, auch wenn im alltäglichen Sprachgebrauch manchmal bereits das Hauptkleidungsstück als Habit bezeichnet wird.

## Formen
In vielen Männerorden besteht der Habit aus einer Tunika oder einer Soutane und wird mit einem Gürtel oder einem Zingulum gebunden. Hierzu tragen die Angehörigen vieler Orden ein Skapulier. In manchen Orden ist auch eine Kapuze oder zum Chorgebet zusätzlich das Tragen einer Kukulle üblich. Auch eine Mozetta (Schulterüberwurf) oder ein weiter Mantel, wie ihn der Deutsche Orden oder die Karmeliten tragen, kann zum Habit gehören.
Als Farben sind vor allem Schwarz, Weiß, Braun, Grau oder Dunkelblau verbreitet. Farbe und Beschaffenheit der Ordenstracht können auch innerhalb eines Ordens variieren, wenn z. B. bei Missionsorden in tropischen Regionen eher hellere und leichtere Stoffe verwendet werden.

## Beispiele

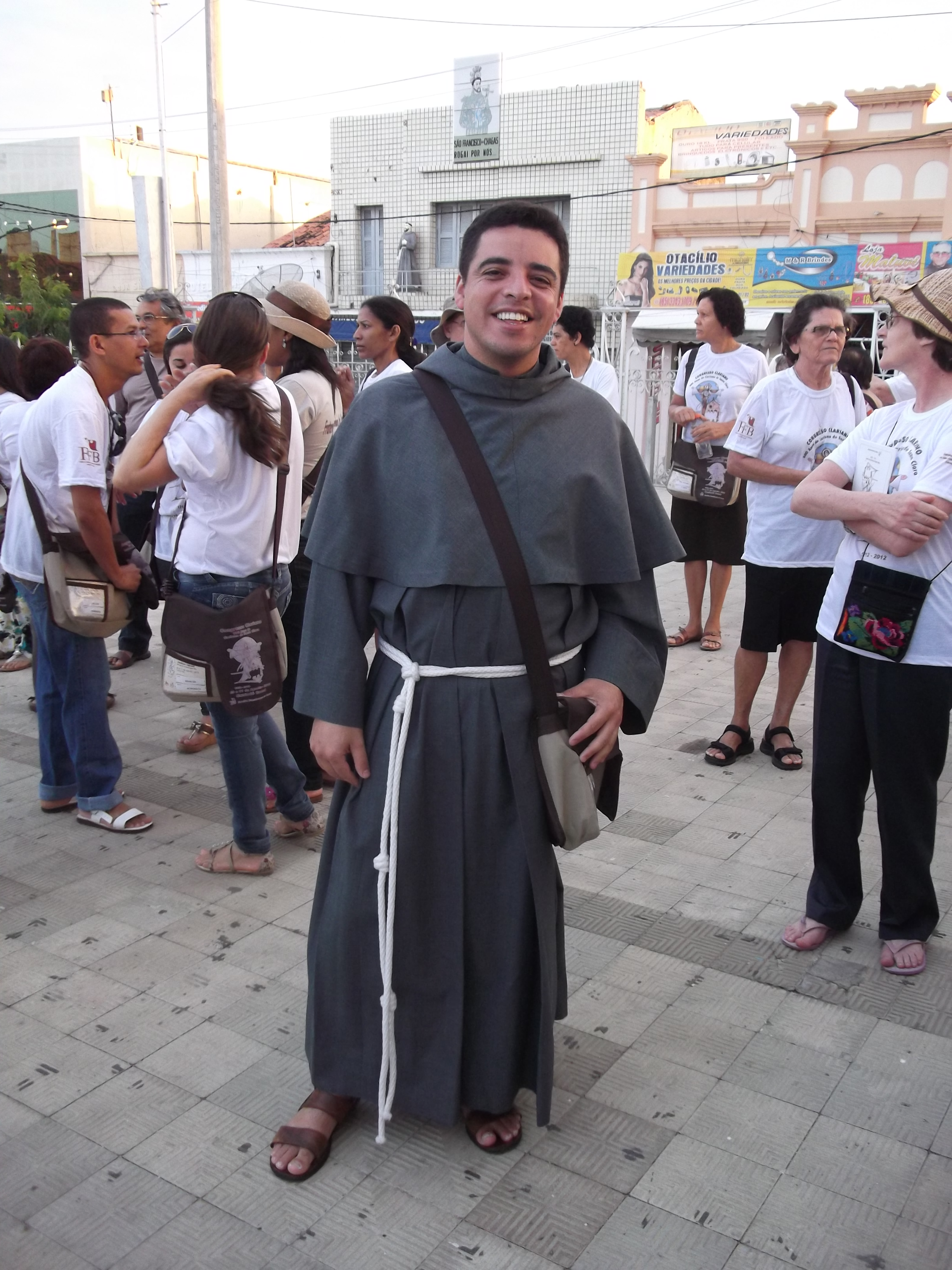
Die Kutte der Minoriten

Benediktiner tragen Tunika (Untergewand), Zingulum (Gürtel), Skapulier mit Kapuze, zum Chorgebet die Kukulle;
Augustiner-Chorherren tragen Gürtel und Mozetta;
Franziskaner tragen einen braunen (OFM und Kapuziner) oder schwarzen (Minoriten) mit einem weißen Zingulum gegürteten Habit mit Kapuze. Der Habit wird in den franziskanischen Orden gelegentlich auch als Kutte bezeichnet, das Zingulum als „Kordel“. Die Kapuze ist bei den Kapuzinern – die zunächst volkstümlich und ab 1535 auch in päpstlichen Dokumenten nach ihrer Kapuze benannt wurden – etwas länger und direkt an der Kutte angenäht, bei den Minoriten und Franziskanern befindet sie sich an einem separaten Kragen, der über der Kutte getragen wird und bei den Franziskanern schmaler, bei den Minoriten breiter ist.
Barmherzige Brüder tragen einen schwarzen Talar mit einem Ledergürtel und ein Skapulier mit Kapuze.
Dominikaner tragen einen weißen Habit mit Ledergürtel, weißem Skapulier, weißer Kapuze, dazu einen schwarzen Radmantel (Capa).
Kartäuser haben einen weißen Habit mit einem Skapulier, das an den Seiten durch breite Stoffstreifen (Bandolen) zusammengehalten wird. Karmeliten tragen einen braunen Habit und einen weißen Chormantel.

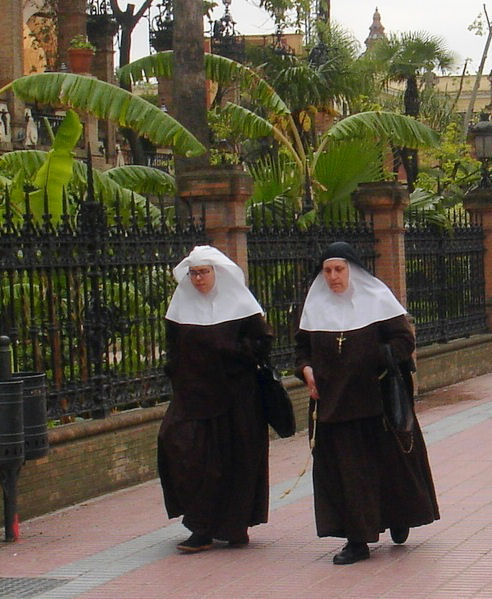
Nonnen in Sevilla. Die Novizin ist am weißen Schleier erkennbar.

Ordensfrauen erkennt man fast immer an ihrem Schleier, der bei den Novizinnen meist weiß, nach der zeitlichen oder ewigen Profess in der Regel schwarz ist oder die Farbe des Habits hat. Es sind unterschiedliche Formen des Schleiers in Gebrauch, von einer vollständigen Bedeckung von Haaren und Hals bis zu einer auf die Haare aufgesteckten leichten Kopfbedeckung. Dazu wird ebenfalls eine Tunika mit Gürtel oder Zingulum sowie, je nach Ordensgemeinschaft, ein Skapulier getragen. Habits mit Kapuze sind bei Ordensschwestern wenig verbreitet. Zum Habit der Nonnen gehört ebenfalls die Kukulle bzw. der Chormantel.

Habit der Zisterzienser
Habit der Benediktiner
Habit der Kamaldulenser
Habit der Hieronymiten

## Geschichte

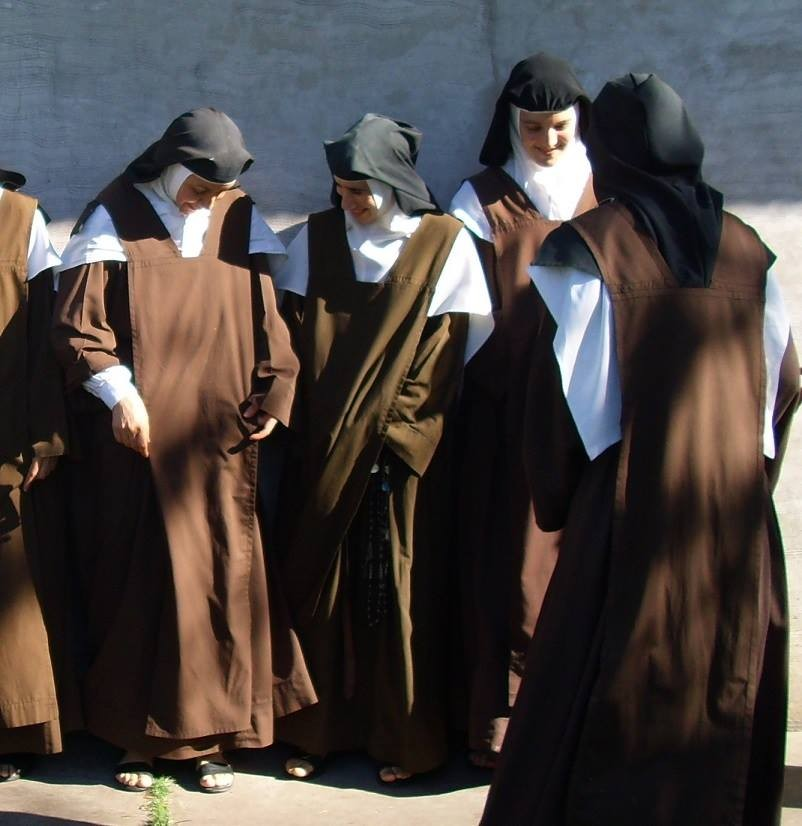
Unbeschuhte Karmelitinnen in Argentinien

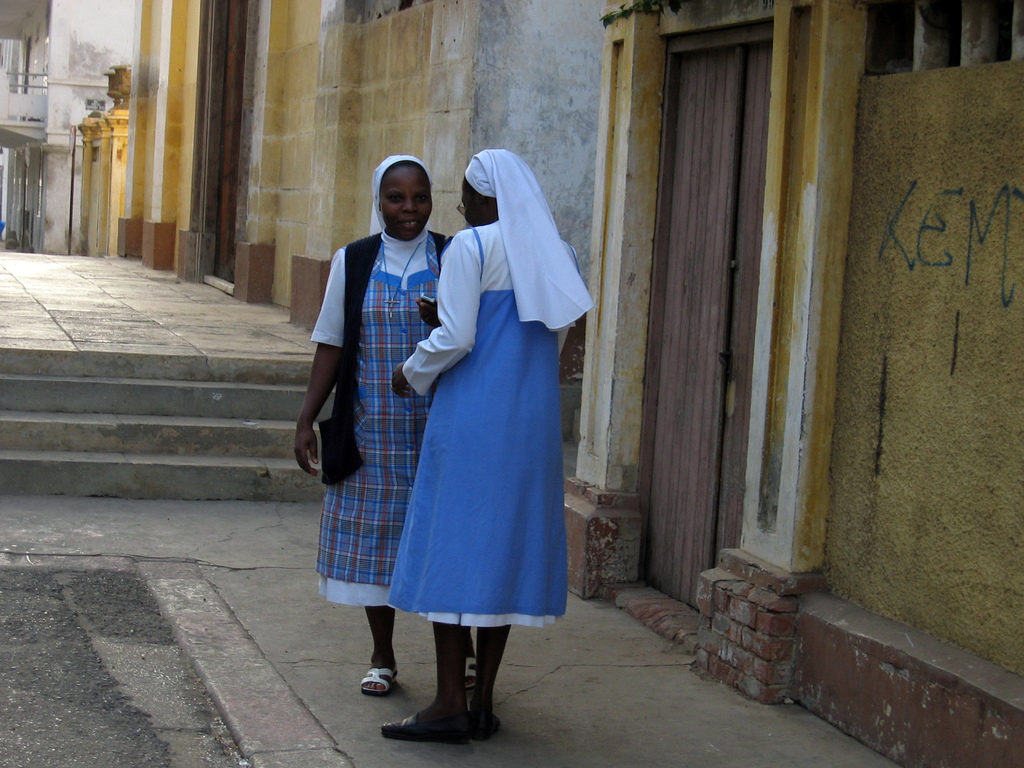
Ordensschwestern in vereinfachter Tracht im Senegal

Auch wenn viele Orden ihre Gründung und ihre Wurzeln früher ansetzen, entwickelten sich ordensspezifische Habite erst mit der Ausdifferenzierung der europäischen Mönchs- und Kanoniker-Gemeinschaften in der Folge der Kirchenreform des 11. Jahrhunderts und dem Aufkommen zentral organisierter Orden wie der Zisterzienser. Bis dahin gab es zwar typische Kleidungsstücke für Mönche, Kanoniker und Religiose, deren Bezeichnungen und Formen oft in den Regeln und Gewohnheiten festgelegt wurden, aber noch keine Orden, die sich visuell unterscheiden mussten. Die genaue Form eines in einer Regel genannten Kleidungsstücks konnte je nach Zeit und Ort unterschiedlich ausfallen.
Mit der Ausdifferenzierung, die durch die Bettelorden im 13. Jahrhundert nochmal verstärkt wurde, entwickelten sich für einzelne Orden reservierte Sets von Kleidungsstücken und Farben auf Basis der im 12. und 13. Jahrhundert für ein geistliches, weltabgewandtes Leben üblichen Kleidung. Prägend sind bis heute lange Kleidung (auch bei Männern), Kapuzen bei Männern und Schleier bei Frauen sowie Farben, die mit ungefärbter Wolle und ungefärbtem Leinen erreicht werden können: weiß, grau, braun, beige und schwarz.
Neuere Gemeinschaften orientierten sich mit ihren Habiten in der Regel an dem so entstandenen Bild. Ältere Orden versuchten, die Teile und Form ihrer Habite mit Statuten und päpstlichem Schutz zu schützen.
Innerhalb dieser Ordenshabite gab es trotzdem immer Entwicklung und Veränderung. Schnitte wurden in Weite und Länge variiert. Ursprünglich angenähte Kapuzen wurden zu separaten Gugeln. Baumwolle verdrängte in besser beheizten Klöstern die Schafswolle. Modernere Unterkleidung und Schuhformen kamen auf. Die Nutzung weiter, schwerer Überkleidungsstücke wurde aus dem Alltag in den Chordienst verdrängt. Reformbewegungen versuchten, sich über Änderungen im Habit auch innerhalb eines Ordens abzugrenzen.
Nach dem Zweiten Vatikanischen Konzil wurde die Ordenstracht in vielen Klöstern vereinfacht. Dabei wurden wiederum Anleihen an der üblichen Zivilkleidung genommen (bei Frauen z. B. ein einfach geschnittener Trägerrock und Bluse oder ein langärmeliges Kleid) und auf Einheitlichkeit und Einfachheit in Stoff und Schnitt geachtet.

## Bedeutung

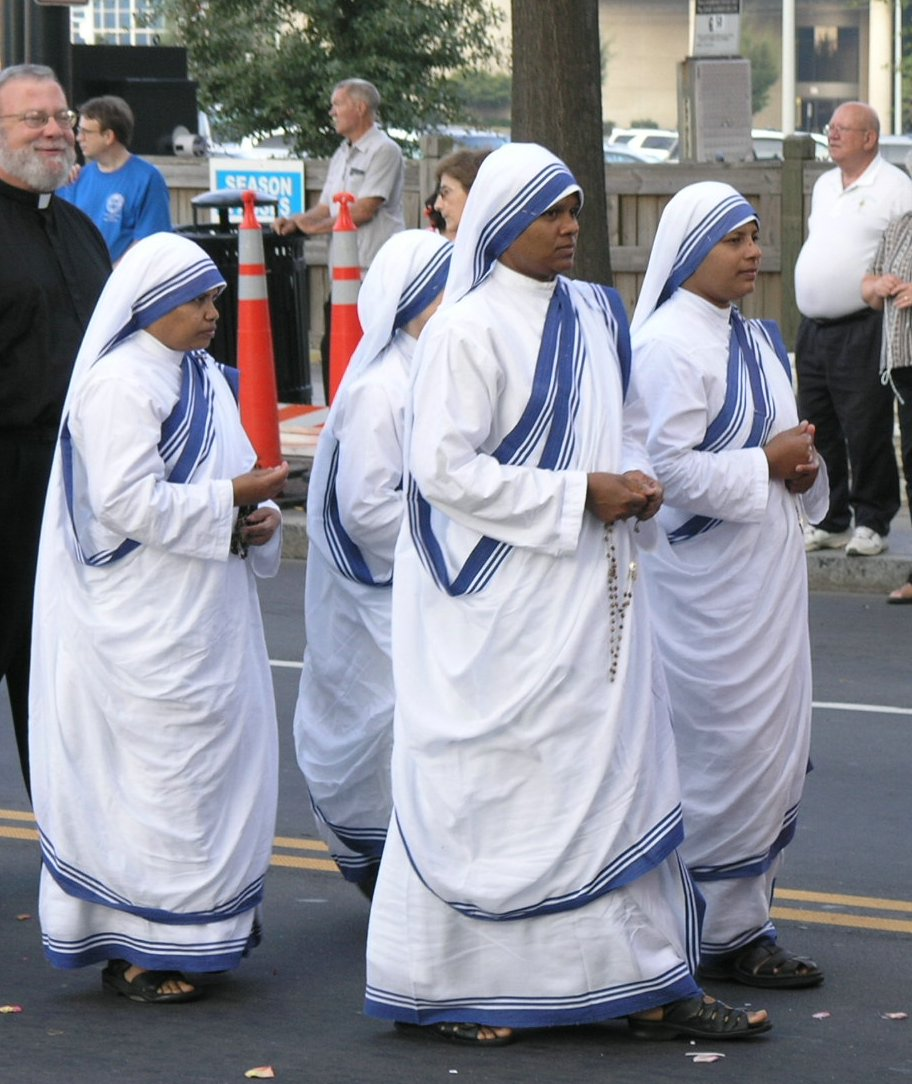
Missionarinnen der Nächstenliebe im für den Orden charakteristischen schlichten Sari

Die praktische Bedeutung des Ordensgewandes innerhalb des Ordens liegt darin, dass das einheitliche Gewand die Gemeinschaft betont und die Individualität zurücknimmt. Der Habit ist äußeres Zeichen der Armut und des einfachen Lebens.
Für die spirituelle Bedeutung des Habits ist die Nebenbedeutung von „habitus“ als „Gesinnung, Verhalten“ wichtig (vgl. Gal 3,27 , Röm 13,14 ). Für den Träger dieser Kleidung bringt der Habit die innere Einstellung zum Ausdruck und verstärkt zugleich das Gefühl der Zugehörigkeit zur Ordensgemeinschaft und die Bindung an die eigene Profess. Nach außen ist außerdem die Vorbildwirkung des Ordenskleides von Bedeutung, es hat zeichenhaften Charakter und ist zugleich ein Bekenntnis zum Glauben.
Manche Orden haben sich ganz für das Tragen ziviler Kleidung entschieden oder die Entscheidung darüber ihren Mitgliedern jeweils individuell überlassen (beispielsweise bei den Englischen Fräulein). Dies kann bei bestimmten Berufsfeldern (z. B. in der Sozialarbeit oder in der Mission) den Kontakt zu den Menschen vereinfachen. In diesen Ordensgemeinschaften ist das Tragen einfacher, schmuckloser Kleidung in der Ordensregel festgelegt. Die Mitglieder tragen auch häufig als Zeichen ihrer Gemeinschaft ein Abzeichen.
Nicht wenige Laien suchen nähere Bindung an Ordensgemeinschaften, auch wenn sie die Profess nicht ablegen wollen oder können; sie versammeln sich in ordensähnlichen Vereinigungen, die man Oblaten oder dritte Orden nennt. In gewissen Fällen dürfen sie den Habit in eingeschränkter Weise tragen; vor allem die Bestattung im Habit als Totenkleid ist und war bei vielen Laien beliebt und findet häufig statt.

## Der Habit in der evangelischen Kirche
In der evangelisch-lutherischen Kirche in den Hansestädten Hamburg und Lübeck gibt es als Amtstracht als Sonderform des Talars ein zweiteiliges sogenanntes „Ornat“ bestehend aus Unterhabit und Oberhabit. Dazu wird anstelle des Beffchens eine Halskrause getragen.